# James Wilfred Cook
Sir James Wilfred Cook (South Kensington, 10 dicembre 1900 – 21 ottobre 1975) è stato un chimico inglese, noto principalmente per le sue ricerche di chimica organica su composti cancerogeni.

## Vita
Cook studiò chimica dapprima all'University College (Londra), per poi passare al Sir John Cass Technical Institute dove ottenne il Ph.D. nel 1923 con una tesi sui derivati dell'antracene.
Nel 1929 Ernest Kennaway lo invitò al Royal Cancer Hospital dove rimase dieci anni. Le ricerche svolte all'ospedale suggerivano che il catrame contenesse componenti cancerogeni di struttura simile all'antracene. Cook sintetizzò campioni purissimi di molti idrocarburi policiclici aromatici, tra i quali 1,2,5,6-dibenzoantracene, 3,4-benzofenantrene e 3,4-benzopirene, e poté quindi dimostrare per la prima volta che un composto chimico puro aveva proprietà cancerogene. Si interessò anche della sintesi di altri composti policiclici come steroidi, acidi biliari e ormoni.
Nel 1930 sposò Elsie Winifred Griffith, con cui ebbe tre figli.
Nel 1939 si trasferì a Glasgow come Regius Professor di chimica e direttore dei laboratori chimici; si dimostrò molto abile come organizzatore e amministratore, e fu costretto a diminuire la sua attività di ricerca. Si interessò ancora di problemi riguardanti composti cancerogeni, specie di origine naturale. Molto importanti furono anche le ricerche per chiarire la struttura dell'alcaloide colchicina, un composto che ha proprietà antitumorali ma è fortemente tossico. Alla ricerca di composti di proprietà simili alla colchicina ma meno tossici, sintetizzò e studiò molti tropoloni variamente funzionalizzati.
Nel 1954 fu nominato a capo del University College of the South West di Exeter, che nel 1955 divenne Università di Exeter, con Cook vice-rettore. I suoi impegni organizzativi si intensificarono, e Cook partecipò a numerosissimi comitati e commissioni scientifici, non solo in Inghilterra, ma anche all'estero. Nonostante queste incombenze, continuò a collaborare a ricerche su composti policiclici aromatici con proprietà cancerogene, isolati da petrolio grezzo e fumo di tabacco.
Nel 1965 andò in pensione lasciando la carica di vice rettore a Exeter. Poco dopo la moglie morì e Cook decise di trasferirsi in Africa Orientale. Nel 1966 divenne vice rettore dell'Università dell'Africa Orientale, che comprendeva College dislocati a Kampala, Nairobi e Dar es Salaam. Nel 1967 sposò Vera Elizabeth Ford, una insegnante di biologia. Nei quattro anni che passò in Africa gestì lo smembramento dell'Università dell'Africa Orientale, inevitabile date le tendenze indipendentistiche in atto alla fine degli anni sessanta. Il processo terminò nel 1970, quando l'Università dell'Africa Orientale diede origine a tre università indipendenti: l'Università Makerere di Kampala (Uganda), l'Università di Nairobi (Kenya) e l'Università di Dar es Salaam (Tanzania).
Nel 1970 tornò in Inghilterra. Morì improvvisamente il 21 ottobre 1975.

## Opere
La produzione scientifica di Cook comprende circa 240 articoli su riviste specialistiche. Fra le varie onorificenze, nel 1954 ottenne la medaglia Davy della Royal Society e nel 1963 fu nominato cavaliere.